# ملا إسماعيل
ملا إسماعيل هي قرية في مقاطعة خوي، إيران. عدد سكان هذه القرية هو 125 في سنة 2006.